# Kvadratikus forma
A matematikában a kvadratikus forma egy függvény, ami bizonyos értelemben az {\displaystyle x\mapsto x^{2}} másodfokú függvényhez hasonlóan működik. Például a kizárólag másodfokú tagokból álló polinomok kvadratikus formák. Erre egy példa egy vektor hosszának négyzete:
{\displaystyle {\vec {v}}=(x,y,z,\dots )}:
{\displaystyle |{\vec {v}}|^{2}=x^{2}+y^{2}+z^{2}+\dots }
Kvadratikus formákkal a lineáris algebrán kívül is találkozhatunk. A geometriában metrikákat vezethetünk be velük, illetve az elemi geometriában kúpszeleteket írhatunk le vele. A racionális és az egész számok felett a számelméleti vizsgálódások klasszikus tárgya, ahol is kvadratikus formákkal ábrázolható számokat karakterizálnak.

## Motiváció
Egy {\displaystyle \langle \cdot ,\cdot \rangle } skalárszorzattal ellátott {\displaystyle V} valós vektortér normált térré tehető, amennyiben egy {\displaystyle x} vektor normáját úgy értelmezzük, mint {\displaystyle \|x\|:={\sqrt {\langle x,x\rangle }}} (indukált norma). Azonban a négyzetgyökvonás miatt nehezebb ezt a képletet általánosítani, és kapcsolatba hozni bilineáris formákkal, és más skalártestek fölötti vektorterekre általánosítani; ezért inkább a négyzetgyökvonás nélküli {\displaystyle q\colon x\mapsto \langle x,x\rangle } leképezést tekintjük, és vizsgáljuk más testekben és vektorterekben. Ezeket az összefüggéseket találjuk:
{\displaystyle {\begin{array}{ll}q(ax)=a^{2}q(x)&\mathrm {minden} \quad a\in K{\text{ s }}x\in V\\q(x+y)+q(x-y)=2q(x)+2q(y)&\mathrm {minden} \quad x,y\in V\end{array}}}
A fenti feltételeknek megfelelő {\displaystyle q\colon V\to K} leképezéseket bilineáris formák nélkül is vizsgálhatjuk, és tovább általánosíthatjuk őket egységelemes kommutatív gyűrűk fölötti modulusokra. Gyakran vizsgált skalárgyűrű az egész számok {\displaystyle \mathbb {Z} } gyűrűje, illetve a {\displaystyle \mathbb {Z} ^{n}} modulus, különösen a {\displaystyle \mathbb {Z} ^{2}} modulus.

## Definíció

### nhatározatlanú kvadratikus forma
Egy {\displaystyle A} egységelemes kommutatív gyűrű fölötti ({\displaystyle n} határozatlanú) kvadratikus forma egy ({\displaystyle n} határozatlanú) homogén másodfokú polinom {\displaystyle A}-beli együtthatókkal.
Az algebrában a forma fogalmát Legendre vezette be.

### Speciális esetek
- Az {\displaystyle n=2} esetben binér kvadratikus formákról beszélünk. Egy binér kvadratikus forma egy {\displaystyle aX^{2}+bXY+cY^{2}}  alakú polinom, ahol {\displaystyle a,b,c\in A}.
- Az {\displaystyle n=3} esetben ternér kvadratikus formákról van szó, melyek alakja {\displaystyle aX^{2}+bXY+cXZ+dY^{2}+eYZ+fZ^{2}}, ahol {\displaystyle a,\dotsc ,f\in A}.

### Kvadratikus formák modulusok fölött
Általánosabban a kvadratikus formákat modulusok fölött definiálják. Legyen {\displaystyle M} modulus; ekkor egy {\displaystyle M} fölötti kvadratikus forma egy {\displaystyle q\colon M\to A} leképezés a következő tulajdonságokkal:
- Minden {\displaystyle a\in A} és {\displaystyle x\in M} esetén {\displaystyle q(ax)=a^{2}q(x)}.
- Definiáljuk a {\displaystyle b(x,y):=q(x+y)-q(x)-q(y)} {\displaystyle b\colon M\times M\to A}  leképezést, ami lineáris mindkét argumentumában, vagyis bilineáris forma {\displaystyle M} fölött. Ez automatikusan szimmetrikus, vagyis {\displaystyle b(x,y)=b(y,x)}. Ez a {\displaystyle q}-hoz tartozó szimmetrikus bilineáris forma.

Egy fenti értelemben vett kvadratikus forma a modulusok fölötti definíció szerint kvadratikus forma {\displaystyle A^{n}} fölött.

### Kvadratikus modulus
Egy kvadratikus modulus egy {\displaystyle (M,q)} pár, ahol {\displaystyle M} egy A fölötti modulus, és {\displaystyle q} kvadratikus forma {\displaystyle M} fölött.
Legyen {\displaystyle b} a {\displaystyle q}-hoz tartozó szimmetrikus bilineáris forma. Ekkor az {\displaystyle x,y\in M} elemek {\displaystyle q}-ortogonálisak, illetve {\displaystyle b}-ortogonálisak, ha {\displaystyle b(x,y)=0}

### Kvadratikus tér
Egy {\displaystyle (V,q)} kvadratikus modulus kvadratikus tér, ha {\displaystyle V} vektortér. Ekkor a hozzá tartozó skalárgyűrű test.

## Tulajdonságok
A következőkben feltételezzük, hogy a {\displaystyle 2} invertálható az {\displaystyle A} gyűrűben. Ez kizárja a további jellemzésből a 2 karakterisztikájú gyűrűket. Mivel a valós és a komplex számok karakterisztikája különbözik 2-től, és a 2 invertálható mindkettőben, így ennek a feltételnek megfelel.
Hozzárendeljük a {\displaystyle \textstyle q(x)=\sum _{1\leqslant i\leqslant j\leqslant n}q_{ij}x_{i}x_{j}} kvadratikus formához a {\displaystyle Q=(q_{ij}}, {\displaystyle i\leqslant j} háromszögmátrixot, ahol a fennmaradó elemek nullák. Ezzel {\displaystyle q(x)} felfogható úgy is, mint {\displaystyle x^{T}Qx}, és úgy is, mint {\displaystyle x^{T}Q^{T}x}.
Kapcsolat a szimmetrikus bilineáris formákkal: Van egy egy-egyértelmű megfeleltetés az {\displaystyle n} határozatlanú kvadratikus formák és az {\displaystyle A^{n}} fölötti bilineáris formák között:
Egy {\displaystyle q} kvadratikus formához megkapható a hozzá tartozó {\displaystyle B} szimmetrikus bilineáris forma polarizációval:
{\displaystyle B(x,y)={\frac {1}{2}}\left(q(x+y)-q(x)-q(y)\right).}
Megfordítva
{\displaystyle q(x)=B(x,x).}
Formálisan nézve ez a konstrukció csak egy polinomfüggvényt ad; azonban ténylegesen polinom kapható, ha a bilineáris formát mátrixszal ábrázoljuk, vagy kiterjesztjük tetszőleges {\displaystyle A}-algebrára.
Formák ekvivalenciája: Ha {\displaystyle S} {\displaystyle n} soros mátrix, akkor az {\displaystyle y=Sx} helyettesítéssel egy {\displaystyle y^{T}(S^{T}QS)y} kvadratikus formához jutunk. Ha {\displaystyle S} invertálható, akkor az új formából visszakaphatjuk a régit. Összességében definiálható egy {\displaystyle \Gamma } mátrixcsoport a kvadratikus formákon vett ekvivalenciareláció bevezetésével. Ezek a {\displaystyle \Gamma }-ekvivalens kvadratikus formák.
Definitség: Valós vagy komplex formák esetén alkalmazhatók a mátrixkritériumok a {\displaystyle Q+Q^{T}} mátrixra, így állítások tehetők arra, hogy a forma milyen előjelű értékeket vesz fel {\displaystyle \mathbb {R} ^{n}}-en. Ennek megfelelően lehet a kvadratikus forma pozitív definit, negatív definit, illetve indefinit. Ha nullvektortól különböző értékeken is felvehet nullát, akkor lehet pozitív szemindefinit, negatív szemindefinit vagy indefinit.

## Példák

### Valós kvadratikus formák
Legyen {\displaystyle V} valós vektortér; ekkor Sylvester tehetetlenségi tétele miatt minden {\displaystyle q\colon V\to \mathbb {R} } kvadratikus forma diagonizálható, tehát létezik olyan {\displaystyle e_{1},\dotsc ,e_{n}} bázis {\displaystyle V}-ben, úgy, hogy 
{\displaystyle q(\lambda _{1}e_{1}+\dotsb +\lambda _{n}e_{n})=\lambda _{1}^{2}+\dotsb +\lambda _{a}^{2}-\lambda _{a+1}^{2}-\dotsb -\lambda _{a+b}^{2}}
alkalmas {\displaystyle a,b}-re, ahol {\displaystyle a+b\leq n}. Egy kvadratikus forma izomorfizmusosztályát meghatározza {\displaystyle a+b} rangja, és {\displaystyle a-b} szignatúrája.

### Kvadratikus formák számtestek fölött
A {\displaystyle \mathbb {Q} } fölötti kvadratikus formákat  Minkowski osztályozta. Hasse kiterjesztette ezt a klasszifikációt számtestekre. Pontosabban, két kvadratikus forma akkor és csak akkor izomorf, ha minden teljessé tételük (valós, komplex, p-adikus) izomorf, lásd Hasse–Minkowski-tétel.

### Kvadratikus formák egész számok fölött
Azt mondják, hogy az egész számok fölött két pozitív definit kvadratikus forma, {\displaystyle (V,q),(V^{\prime },q^{\prime })} neme megegyezik, ha minden {\displaystyle n\in \mathbb {N} }-re az {\displaystyle \mathbb {Z} /n\mathbb {Z} } skalárral bővítés (vagyis tenzorszorzás {\displaystyle \mathbb {Z} /n\mathbb {Z} }-nel) izomorf kvadratikus formákat kapunk {\displaystyle \mathbb {Z} /n\mathbb {Z} }-en. Az ugyanolyan nemű izomorfiaosztályok számát Smith–Minkowski–Siegel súlyformulájával lehet meghatározni.

## Elemi számelmélet
Sok eredmény van arra, hogy egy adott, egész számok fölötti kvadratikus formula felvehet-e egy adott értéket. Ehhez meg kell jegyezni, hogy
- {\displaystyle \operatorname {SL} _{n}(\mathbb {Z} )} az n soros, egészeket tartalmazó 1 determinánsú mátrixok csoportja
- {\displaystyle \operatorname {GL} _{n}(\mathbb {Z} )} az n soros, egészeket tartalmazó ±1 determinánsú mátrixok csoportja

melyek önmagukra képezik a {\displaystyle \mathbb {Z} ^{n}} rácsot és a {\displaystyle \mathbb {Z} ^{n}}-beli relatív prímek halmazát, így a további eredmények ekvivalens kvadratikus formák egész családjaira állnak fenn.
Ismert példák:
- {\displaystyle x^{2}+y^{2}} alakú négyzetszámok: Az {\displaystyle x^{2}+y^{2}=z^{2}} egyenlet egészeken vett megoldásai pitagoraszi hármasok. A legismertebb példa az {\displaystyle 3^{2}+4^{2}=5^{2}} egyenlőség. Ez a végtelen sok megoldás közül a legkisebb. A fenti paraméteres leíráson túl a pitagoraszi hármasokról további információk találhatók a szakirodalomban.[2][3]
- Az {\displaystyle w^{2}+x^{2}+y^{2}+z^{2}} alakú számok: A kvadratikus forma első ismert példája, amivel minden természetes szám előállítható. Ez a négynégyzetszám-tétel.[4]
- Az {\displaystyle ax^{2}+by^{2}+cz^{2}=0} egyenlet egész megoldásai, ahol {\displaystyle a,b,c} egészek, páronként relatív prímek, négyzetmentesek, és nem mind ugyanolyan előjelűek. Csak olyan nem triviális megoldások léteznek, hogy {\displaystyle -ab{\pmod {c}}}, {\displaystyle -bc{\pmod {a}}} és {\displaystyle -ca{\pmod {b}}} kvadratikus maradékok. Ez Legendre eredménye.[5]
- Az {\displaystyle x^{2}+y^{2}} alakú prímszámok: Ezek pontosan a 2 és a {\displaystyle \equiv 1{\pmod {4}}} alakú prímszámok. Történelmi jelentőségű megfigyelés, Fermatra megy vissza. Egy modern bizonyítás megtalálható a Das BUCH der Beweise 4. fejezetében.[6]
- Az {\displaystyle x^{2}+xy+y^{2}} alakú prímszámok: Ezek a 3 és az {\displaystyle \equiv 1{\pmod {3}}} alakú prímszámok.[7]
- Az {\displaystyle x^{2}+ny^{2}} alakú prímszámok: Cox könyve foglalkozik a kérdéssel..[1]

Ha két kvadratikus forma mátrix alkalmazásával átvihető egy másikba, akkor egy egész szám pontosan akkor ábrázolható az egyik kvadratikus forma értékével, ha a másik értékével is ábrázolható. Ez közvetlenül adódik a definícióból: {\displaystyle (Aq)(x_{1},\dotsc ,x_{n})=q(A^{-1}x_{1},\dotsc ,A^{-1}x_{n})}. A számelmélet szempontjából a {\displaystyle q} és az {\displaystyle Aq} kvadratikus formák ekvivalensek, és felmerül a kérdés, hogy találjunk egy lehetőleg egyszerű reprezentációs rendszert az {\displaystyle n} változós kvadratikus formák számára modulo {\displaystyle \operatorname {GL} (n,\mathbb {Z} )} hatására. A kétváltozós kvadratikus formák esetén Gauß is foglalkozott a témával, a Disquisitiones Arithmeticae 5. fejezetében, 260 oldalon át, ami a könyv fő része.
Mai nyelven szólva, ez azt jelenti pozitív definit kvadratikus formák esetén, hogy a cél találni egy fundamentális tartományt {\displaystyle \operatorname {GL} (n,\mathbb {Z} )}  hatásához az {\displaystyle \operatorname {GL} (n,\mathbb {R} )/O(n)} szimmetrikus téren (a pozitív definit kvadratikus formák terén). 

Az SL(2,ℤ) hatásának fundamentális tartományai a hiperbolikus síkon

Az {\displaystyle n=2} esetben a {\displaystyle \operatorname {GL} (2,\mathbb {R} )/O(2)} pozitív definit binér kvadratikus formák azonosíthatók a hiperbolikus síkkal. Az ábra a hiperbolikus sík felbontását mutatja {\displaystyle \operatorname {GL} (2,\mathbb {Z} )} szerinti fundamentális tartományokra. Egy ilyen fundamentális tartomány (mint például az ábrán szürkére színezett) a binér kvadratikus formák egy reprezentánsrendszerét adja, úgy, hogy minden pozitív definit binér kvadratikus forma ekvivalens egy kvadratikus formával a kvadratikus tartományból, így ugyanazokat az egész számokat ábrázolja.
Hasonló, kapcsolódó problémák a kvadratikus formák terén kívül a nagy Fermat-tétel és a Waring-probléma.

## Kapcsolódó fogalom
Egy kvadratikus forma (projektív) nullhelyeinek halmaza a kvádrika.

## Lásd még
- Forma (algebra)

## Fordítás
Ez a szócikk részben vagy egészben  a   Quadratische Form című német Wikipédia-szócikk fordításán alapul.  Az eredeti cikk szerkesztőit annak laptörténete sorolja fel. Ez a jelzés csupán a megfogalmazás eredetét és a szerzői jogokat jelzi, nem szolgál a cikkben szereplő információk forrásmegjelöléseként.